# Klass (film)
Klass (svensk titel; Klassen) är en film från Estland som kom 2007, regisserad av Ilmar Raag. Den sägs vara baserad på verkliga händelser.

## Handling
De är till synes helt vanliga elever i en helt vanlig klass i en helt vanlig skola, men under ytan lurar grov mobbning och utanförskap för två av eleverna som dagligen plågas och torteras av klasskamraterna. När mobbningen en dag går för långt tänker de båda pojkarna stå upp för sin rätt att få leva ifred. De beväpnar sig till tänderna och det som kommer att hända sedan är menat att gå till historien för all framtid.

## Citat
Kaspar: Jag sköt en tjej ifrån åttonde klass.
Joosep: Jag sade ju åt dig att inte skjuta ifrån långt avstånd.